# Fredede fortidsminder i Danmark
Dette er en liste over fredede fortidsminder i Danmark sorteret alfabetisk efter kommune. Listen er baseret på lister fra Kulturarvsstyrelsen pr. maj 2011.
Kulturarvsstyrelsens database indeholder både fortidsminder, fund og steder, hvor museerne har gjort arkæologiske fund. Nogle fortidsminder er synlige i landskabet mens andre ligger skjult under jorden. 
Der er knapt 32.000 fredede lokationer i Danmark. På disse lokationer er der én eller flere fund/fortidsminder som alle har tilknyttet et fredningsnummer. Det er ikke umiddelbart muligt ud af de offentlige registreringer at afgøre hvilke af fortidsminderne, der rent faktisk er fredet. 
I nedenstående lister er der så vidt muligt kun medtaget fredede fortidsminder, dvs. fund og fundsteder er så vidt muligt sorteret fra. Nedenstående liste indeholder godt 37.000 fortidsminder fordelt på godt 31.000 lokationer. 

## Efter kommune
| Kommune                  | Fredede fortidsminder i kommunen                  | Antal  |
| ------------------------ | ------------------------------------------------- | ------ |
| Albertslund              | Fredede fortidsminder i Albertslund Kommune       | 3      |
| Allerød                  | Fredede fortidsminder i Allerød Kommune           | 106    |
| Assens                   | Fredede fortidsminder i Assens Kommune            | 171    |
| Ballerup                 | Fredede fortidsminder i Ballerup Kommune          | 9      |
| Billund                  | Fredede fortidsminder i Billund Kommune           | 302    |
| Bornholm                 | Fredede fortidsminder i Bornholms Regionskommune  | 1.774  |
| Brøndby                  | Fredede fortidsminder i Brøndby Kommune           | 2      |
| Brønderslev              | Fredede fortidsminder i Brønderslev Kommune       | 487    |
| Dragør                   | Fredede fortidsminder i Dragør Kommune            | 10     |
| Egedal                   | Fredede fortidsminder i Egedal Kommune            | 114    |
| Esbjerg                  | Fredede fortidsminder i Esbjerg Kommune           | 503    |
| Fanø                     | Fredede fortidsminder i Fanø Kommune              | 0      |
| Favrskov                 | Fredede fortidsminder i Favrskov Kommune          | 366    |
| Faxe                     | Fredede fortidsminder i Faxe Kommune              | 124    |
| Fredensborg              | Fredede fortidsminder i Fredensborg Kommune       | 80     |
| Fredericia               | Fredede fortidsminder i Fredericia Kommune        | 32     |
| Frederiksberg            | Fredede fortidsminder i Frederiksberg Kommune     | 0      |
| Frederikshavn            | Fredede fortidsminder i Frederikshavn Kommune     | 569    |
| Frederikssund            | Fredede fortidsminder i Frederikssund Kommune     | 460    |
| Furesø                   | Fredede fortidsminder i Furesø Kommune            | 63     |
| Faaborg-Midtfyn          | Fredede fortidsminder i Faaborg-Midtfyn Kommune   | 365    |
| Gentofte                 | Fredede fortidsminder i Gentofte Kommune          | 68     |
| Gladsaxe                 | Fredede fortidsminder i Gladsaxe Kommune          | 13     |
| Glostrup                 | Fredede fortidsminder i Glostrup Kommune          | 1      |
| Greve                    | Fredede fortidsminder i Greve Kommune             | 10     |
| Gribskov                 | Fredede fortidsminder i Gribskov Kommune          | 340    |
| Guldborgsund             | Fredede fortidsminder i Guldborgsund Kommune      | 1.831  |
| Haderslev                | Fredede fortidsminder i Haderslev Kommune         | 645    |
| Halsnæs                  | Fredede fortidsminder i Halsnæs Kommune           | 105    |
| Hedensted                | Fredede fortidsminder i Hedensted Kommune         | 163    |
| Helsingør                | Fredede fortidsminder i Helsingør Kommune         | 144    |
| Herlev                   | Fredede fortidsminder i Herlev Kommune            | 0      |
| Herning                  | Fredede fortidsminder i Herning Kommune           | 727    |
| Hillerød                 | Fredede fortidsminder i Hillerød Kommune          | 193    |
| Hjørring                 | Fredede fortidsminder i Hjørring Kommune          | 384    |
| Holbæk                   | Fredede fortidsminder i Holbæk Kommune            | 326    |
| Holstebro                | Fredede fortidsminder i Holstebro Kommune         | 897    |
| Horsens                  | Fredede fortidsminder i Horsens Kommune           | 339    |
| Hvidovre                 | Fredede fortidsminder i Hvidovre Kommune          | 4      |
| Høje-Taastrup            | Fredede fortidsminder i Høje-Taastrup Kommune     | 30     |
| Hørsholm                 | Fredede fortidsminder i Hørsholm Kommune          | 86     |
| Ikast-Brande             | Fredede fortidsminder i Ikast-Brande Kommune      | 464    |
| Ishøj                    | Fredede fortidsminder i Ishøj Kommune             | 4      |
| Jammerbugt               | Fredede fortidsminder i Jammerbugt Kommune        | 543    |
| Kalundborg               | Fredede fortidsminder i Kalundborg Kommune        | 639    |
| Kerteminde               | Fredede fortidsminder i Kerteminde Kommune        | 98     |
| Kolding                  | Fredede fortidsminder i Kolding Kommune           | 247    |
| København                | Fredede fortidsminder i Københavns Kommune        | 27     |
| Køge                     | Fredede fortidsminder i Køge Kommune              | 90     |
| Langeland                | Fredede fortidsminder i Langeland Kommune         | 271    |
| Lejre                    | Fredede fortidsminder i Lejre Kommune             | 360    |
| Lemvig                   | Fredede fortidsminder i Lemvig Kommune            | 444    |
| Lolland                  | Fredede fortidsminder i Lolland Kommune           | 511    |
| Lyngby-Taarbæk           | Fredede fortidsminder i Lyngby-Taarbæk Kommune    | 155    |
| Læsø                     | Fredede fortidsminder i Læsø Kommune              | 635    |
| Mariagerfjord            | Fredede fortidsminder i Mariagerfjord Kommune     | 1.235  |
| Middelfart               | Fredede fortidsminder i Middelfart Kommune        | 66     |
| Morsø                    | Fredede fortidsminder i Morsø Kommune             | 269    |
| Norddjurs                | Fredede fortidsminder i Norddjurs Kommune         | 599    |
| Nordfyn                  | Fredede fortidsminder i Nordfyns Kommune          | 125    |
| Nyborg                   | Fredede fortidsminder i Nyborg Kommune            | 135    |
| Næstved                  | Fredede fortidsminder i Næstved Kommune           | 538    |
| Odder                    | Fredede fortidsminder i Odder Kommune             | 42     |
| Odense                   | Fredede fortidsminder i Odense Kommune            | 75     |
| Odsherred                | Fredede fortidsminder i Odsherred Kommune         | 492    |
| Randers                  | Fredede fortidsminder i Randers Kommune           | 415    |
| Rebild                   | Fredede fortidsminder i Rebild Kommune            | 1.075  |
| Ringkøbing-Skjern        | Fredede fortidsminder i Ringkøbing-Skjern Kommune | 1.138  |
| Ringsted                 | Fredede fortidsminder i Ringsted Kommune          | 136    |
| Roskilde                 | Fredede fortidsminder i Roskilde Kommune          | 253    |
| Rudersdal                | Fredede fortidsminder i Rudersdal Kommune         | 216    |
| Rødovre                  | Fredede fortidsminder i Rødovre Kommune           | 1      |
| Samsø                    | Fredede fortidsminder i Samsø Kommune             | 151    |
| Silkeborg                | Fredede fortidsminder i Silkeborg Kommune         | 765    |
| Skanderborg              | Fredede fortidsminder i Skanderborg Kommune       | 152    |
| Skive                    | Fredede fortidsminder i Skive Kommune             | 815    |
| Slagelse                 | Fredede fortidsminder i Slagelse Kommune          | 465    |
| Solrød                   | Fredede fortidsminder i Solrød Kommune            | 12     |
| Sorø                     | Fredede fortidsminder i Sorø Kommune              | 294    |
| Stevns                   | Fredede fortidsminder i Stevns Kommune            | 157    |
| Struer                   | Fredede fortidsminder i Struer Kommune            | 265    |
| Svendborg                | Fredede fortidsminder i Svendborg Kommune         | 215    |
| Syddjurs                 | Fredede fortidsminder i Syddjurs Kommune          | 775    |
| Sønderborg               | Fredede fortidsminder i Sønderborg Kommune        | 1.104  |
| Thisted                  | Fredede fortidsminder i Thisted Kommune           | 1.662  |
| Tønder                   | Fredede fortidsminder i Tønder Kommune            | 305    |
| Tårnby                   | Fredede fortidsminder i Tårnby Kommune            | 6      |
| Vallensbæk               | Fredede fortidsminder i Vallensbæk Kommune        | 0      |
| Varde                    | Fredede fortidsminder i Varde Kommune             | 880    |
| Vejen                    | Fredede fortidsminder i Vejen Kommune             | 434    |
| Vejle                    | Fredede fortidsminder i Vejle Kommune             | 718    |
| Vesthimmerland           | Fredede fortidsminder i Vesthimmerlands Kommune   | 946    |
| Viborg                   | Fredede fortidsminder i Viborg Kommune            | 1.993  |
| Vordingborg              | Fredede fortidsminder i Vordingborg Kommune       | 739    |
| Ærø                      | Fredede fortidsminder i Ærø Kommune               | 45     |
| Aabenraa                 | Fredede fortidsminder i Aabenraa Kommune          | 508    |
| Aalborg                  | Fredede fortidsminder i Aalborg Kommune           | 646    |
| Aarhus                   | Fredede fortidsminder i Aarhus Kommune            | 170    |
| Ertholmene (Christiansø) | Fredede fortidsminder på Ertholmene               | 6      |
| Søterritoriet            | Fredede fortidsminder på Danmarks søterritorium   | 22     |
| Antal i alt              |                                                   | 37.394 |